# Parker Hannifin
Parker Hannifin — американская компания, производитель гидравлического оборудования. Генеральный директор — Ли Бэнкс.
Основные виды продукции — гидравлические насосы и моторы, оборудование для гидравлической фильтрации, опреснители, системы осмоса, пассивное оборудование транспортировки жидкостей (рукава, гидравлические трубы, трубные фитинги). Также разрабатывает системы промышленной автоматизации, связанные с гидравлическими системами.
В состав корпорации входит 142 подразделения и 323 производственные площадки.